# Carrie Mae Weems
Carrie Mae Weems (Portland, 20 de abril de 1953) é uma artista estadunidense que trabalha com texto, tecido, áudio, imagens digitais e vídeo de instalação, sendo mais conhecida por seu trabalho no campo da fotografia.Suas fotografias, filmes e vídeos premiados foram exibidos em mais de 50 exposições nos Estados Unidos e exterior. Seu trabalho aborda temas socias como racismo, sexismo, política e identidade pessoal.
Atualmente é uma artista residente na Syracuse University.

## Biografia
Carrie Mae Weems é a segunda dos sete filhos de Carrie Polk e Myrlie Weems. Ela participou de grupos de dança e teatro de rua em 1965.  Aos 16 anos, ela deu à luz sua primeira filha, chamada Faith C. Weems. Em 1970, ela se mudou para San Francisco  para estudar dança moderna com Anna Halprin em um workshop que havia iniciado com vários outros dançarinos, bem como John Cage e Robert Morris, onde esteve por dois anos. Trinta anos depois, em 2008, Weems circulou de volta para dançar em seu projeto Construindo História: Um Requiem para Marcar o Momento, no Savannah College of Art and Design em Atlanta.
Ela decidiu continuar seus estudos de artes e frequentou o California Institute of the Arts, Valencia, graduando-se aos 28 anos com seu BA e recebeu seu título de Mestre de Belas Artes (Master of Fine Arts) da University of California, San Diego  e também participou do programa de pós-graduação em folclore na Universidade da Califórnia, Berkeley .
Carrie Mae Weems era politicamente ativa no movimento sindical como organizadora sindical . Sua primeira câmera, que ela recebeu como presente de aniversário, foi usada para este trabalho antes de ser usada para fins artísticos. Ela se inspirou a seguir na fotografia depois que encontrou o The Black Photography Annual, um livro de imagens de fotógrafos afro-americanos, incluindo Shawn Walker, Beuford Smith, Anthony Barboza, Ming Smith, Adger Cowans e Roy DeCarava, que Weems achou inspirador.  Isso a levou a Nova York e ao Studio Museum no Harlem, onde ela começou a conhecer outros artistas e fotógrafos como Coreen Simpson e Frank Stewart, e eles começaram a formar uma comunidade. Em 1976, Weems teve uma aula de fotografia no Museu ministrada por Dawoud Bey . Ela voltou para San Francisco, mas permaneceu vivendo entre as duas costas americanas, e foi convidada por Janet Henry para lecionar no Studio Museum  e para uma comunidade de fotógrafos em Nova York.

## Percurso
Em 1983, Carrie Mae Weems completou seu primeiro projeto de fotografias, textos e recitação (spoken words), chamada Family Pictures and Stories. As imagens contavam a história de sua família, e segundo ela, esse projeto estava tentando explorar o movimento de famílias negras do Sul para o Norte, usando sua família como modelo para o tema maior. Seu trabalho seguinte, chamada Ain't Jokin ', foi concluído em 1988 e era focado em piadas racistas e racismo internalizado. Outra série chamada American Icons, concluída em 1989, também focou no racismo. Weems disse que ao longo da década de 1980 ela se afastou do gênero da fotografia documental, ao invés de criar representações que pareciam documentos, mas na verdade eram encenadas, além de também incorporar texto, usando imagens múltiplas, dípticos e trípticos, e construir narrativas.  
No final dos anos 80, Weems passa a abordar a desigualdade de gênero sob uma perspectiva feminista como um ponto focal para o trabalho. A sua obra mais famosa, realizada em um período de dois anos, de 1989 a 1990, se chama The Kitchen Table (A Mesa da Cozinha) e consiste em uma série fotográfica de autoretratos. Ela usou a própria imagem para questionar ideias sobre o papel da tradição, a natureza da família, monogamia, poligamia, relações entre homens e mulheres, entre mulheres e seus filhos e entre mulheres e outras mulheres - ressaltando os problemas críticos e as soluções possíveis. Ela expressou descrença e preocupação com a exclusão das imagens da comunidade negra, principalmente das mulheres negras, da mídia popular, e tem como objetivo representar esses sujeitos excluídos e falar sobre suas experiências por meio de seu trabalho. Essas fotografias criaram espaço para outras artistas negras continuarem a criar arte.
Outras séries criadas por Weems incluem: Sea Island (1991–92), África (1993), From Here I Saw What Happened and I Cried (1995–96), Who What When Where (1998), Ritual & Revolution (1998), o Louisiana Project (2003), Roaming (2006) e a Museum Series, que ela começou em 2007. Seu projeto mais recente, Grace Notes: Reflections for Now, é uma performance multimídia que explora "o papel da graça na busca pela democracia".
Em sua carreira de quase 30 anos, Carrie Mae Weems ganhou vários prêmios. Ela foi nomeada Fotógrafa do Ano pelos Amigos da Fotografia . Em 2005, ela recebeu o prêmio Distinguished Photographer's Award em reconhecimento às suas contribuições significativas para o mundo da fotografia. Seu talento também foi reconhecido por várias faculdades, incluindo a Harvard University e a Wellesley College, com bolsas de estudo, artista residente e professor visitante. Ela ensinou fotografia no Hampshire College no final dos anos 1980. Ela foi premiada com uma bolsa da Fundação MacArthur em 2013. Em 2015, Weems foi nomeado bolsista da Ford Foundation Art of Change. Em setembro de 2015, o Centro Hutchins de Pesquisa Africano e Afro-Americano a presenteou com a Medalha WEB Du Bois.
A primeira exposição abrangente de seu trabalho foi aberta em setembro de 2012 no Frist Center for the Visual Arts em Nashville, Tennessee, como parte da exposição Carrie Mae Weems do centro: Três Décadas de Fotografia e Vídeo. Com curadoria de Katie Delmez, a exposição durou até 13 de janeiro de 2013, e depois viajou para o Portland Art Museum, o Cleveland Museum of Art e o Cantor Center for Visual Arts. A retrospectiva de 30 anos foi inaugurada em janeiro de 2014 no Solomon R. Guggenheim Museum na cidade de Nova York. Esta foi a primeira vez que uma mulher afro-americana teve uma exposição individual no Museu Guggenheim. O trabalho de Weems retornou ao Frist em outubro de 2013 como parte da galeria 30 americanos do centro, ao lado de artistas negros que vão de Jean-Michel Basquiat a Kehinde Wiley.
O trabalho de Weems está incluído nas coleções do Metropolitan Museum of Art e do Museum of Modern Art, Nova York; o Museu de Belas Artes, Houston, o Instituto de Artes de Minneapolis, o Museu de Arte de Cleveland,  o Museu de Arte de Portland, o Museu Tate em Londres e o Museu de Arte Contemporânea Arte, Los Angeles. Weems é representada pela Galeria Jack Shainman desde 2008.
Um livro intitulado Carrie Mae Weems, foi publicado pela Yale University Press em outubro de 2012. Trata-se da primeira grande pesquisa da carreira de Weems e inclui uma coleção de ensaios de estudiosos importantes e emergentes, além de mais de 200 das suas obras mais importantes.
Carrie Mae Weems é uma dos seis artistas-curadores que fizeram seleções para Artistic License: Six Takes on the Guggenheim Collection, em exibição no Solomon R. Guggenheim Museum de 24 de maio de 2019 a 12 de janeiro de 2020.

## Prêmios
- 2005: Prêmio Distinguished Photographers[20]
- 2007: Prêmio Anônimo Era Uma Mulher[36]
- 2013: Prêmio pelo conjunto da obra da Congressional Black Caucus Foundation[37]
- 2013: MacArthur Fellow, Prêmio "Genius"[21]
- 2014: Prêmio BET de Artes Visuais[38]
- 2014: Prêmio Lucie[39]
- 2015: Prêmio ICP Spotlights do International Center of Photography[40]
- 2015: Ford Foundation Art of Change Fellow[41]
- 2015: WEB Du Bois Medal da Harvard University[42]
- 2015: Doutorado Honorário da Escola de Artes Visuais
- 2016: National Artist Award, Anderson Ranch Arts Center[43]
- 2016: Roy e Edna Disney Cal Arts Theatre
- 2016: College Arts Association
- 2016: DEFINE ART
- 2016: Art of Change Fellow, Ford Foundation
- 2017: Doutor Honorário em Belas Artes da Syracuse University[44]
- 2017: Inga Maren Otto Fellowship, The Watermill Center[45]
- 2019: Honorary Fellowship of the Royal Photographic Society, Bristol[46]

## Obra
Lista de Exposições:
- Women in Photography, Cityscape Photo Gallery, Pasadena, CA, 1981
- Multi-Cultural Focus, Barnsdall Art gallery, Los Angeles, CA, 1981
- Family Pictures and Stories, Multi-Cultural Gallery, San Diego, CA, 1984
- People Close Up, Fisher Gallery, University of Southern California, Los Angeles, CA, 1986
- Social Concerns, Maryland Institute of Art, Baltimore, MD, 1986
- Past, Present, Future, The New Museum, New York, NY, 1986
- Visible Differences, Centro Cultural de la Raza, San Diego, CA, 1987
- The Other, The Houston Center for Photography, Houston, TX, 1988
- A Century of Protest, Williams College, Williamstown, MA, 1989
- Black Women Photographers, Ten.8, London, England, 1990
- Who Counts?, Randolph Street Gallery, Chicago, IL, 1990
- Biological Factors, Nexus Gallery, Atlanta, GA, 1990
- Trouble in Paradise, MIT List Visual Arts Center, Boston, MA, 1990
- Whitney Biennial, The Whitney Museum of American Art, New York, NY, 1991
- Of Light and Language, Pittsburgh Center for the Arts, Pittsburgh, PA, 1991
- Pleasures and terrors of Domestic Comfort, MOMA, New York, NY, 1991
- Calling Out My Name, CEPA Gallery, Buffalo, NY (traveled to PPOW gallery, New York, NY), 1991
- Disclosing the Myth of Family, School of the Art Institute of Chicago, Chicago, IL, 1992
- Schwarze Kunst: Konzepte zur Politik und Identitat, Neue Gesellschaft fur dingende Kunst, Berlin, Germany, 1992
- Dirt and Domesticity: Constructions of the Feminine, Whitney Museum of American Art, at Equitable Center, New York, NY, 1992
- Art, Politics, and Community, William Benton Museum of Art, University of Connecticut, Mansfield, CT (traveled to Tyler School of Art, Temple University, Philadelphia, PA), 1992
- Mis/Taken identities, University Art Museum, University of California, Santa Barbara, CA (traveled to Museum Folkwang, Essen, Germany; Forum Stadtpark, Graz, Austria; Neues Museum Weserburg Bremen im Forum Langenstraße, Germany; Louisiana Museum of Modern Art, Humlebaek, Denmark; Western Gallery, Western Washington University, Bellingham, WA), 1992–1994
- Photography: Expanding the Collection, Whitney Museum of American Art, New York, NY, 1992–1994
- Sea Island, The Fabric Workshop, Philadelphia, PA, 1993
- Carrie Mae Weems (traveling exhibition), The National Museum of Women in the Arts, Washington, DC, 1993
- And 22 Million Very Tired and very Angry People, Walter/McBean gallery, San Francisco Art Institute San Francisco, CA, 1993
- Enlightenment, Revolution, A Gallery Project, Ferndale, MI, 1993
- Fictions of the Self: The Portrait in Contemporary Photography, Weatherspoon Art Gallery, University of North Carolina, Greensboro, NC; Herter Art Gallery, University of Massachusetts, Amherst, MA, 1993–1994
- The Theatre of Refusal: Black Art and the Mainstream Criticism, Fine Arts Gallery, University of California, Irvine, CA (traveled to University of California, Davis, CA; and University of California, Riverside, CA), 1993–1994
- Women's Representation of Women, Sapporo American Center Gallery, Sapporo, Japan (traveled to Aka Renga Cultural Center, Fukuoka City, Japan; Kyoto International Community House, Kyoto, Japan; Aichi Prefectural Arts Center, Nagoya, Japan; Osaka Prefectural Contemporary Arts Center, Japan; Spiral Arts Center, Tokyo, Japan), 1994
- Imagining Families: Images and Voices, The Smithsonian Institution, Washington, DC, 1994–1995
- Black Male, Representations of Masculinity in Contemporary American Art, The Whitney Museum of American Art, New York, NY, and The Armand Hammer Museum of Art, Santa Monica, CA, 1994–1995
- Carrie Mae Weems Reacts to Hidden Witness, J. Paul Getty Museum of Art, Malibu, CA, 1995
- Projects 52, Museum of Modern Art, New York, NY, 1995
- StoryLand: Narrative Vision and Social Space, Walter Phillips gallery, The Banff Center for the Arts, Banff, Canada, 1995
- Embedded Metaphor, Traveling exhibit, curated by Nina Felshin, 1996
- Inside the Visible, Institute of Contemporary Art, Boston, MA; The National Museum of Women in the Arts, Washington, D.C., international traveling exhibition, 1996
- Gender - Beyond Memory, Tokyo Metropolitan Museum of Photography, Tokyo, Japan, 1996
- 2nd Johannesburg Biennale, Africus Institute for Contemporary Art, Johannesburg, South Africa, 1997
- Bearing Witness: Contemporary Works by African-American Artists, traveling exhibition, 1998
- Taboo: Repression and Revolt in Modern Art, Gallery St. Etienne, New York, NY, 1998
- Tell me a Story: Narration in Contemporary Painting and Photography, Center National d'Art Contemporain de Grenoble, Grenoble, France, 1998
- Recent Work: Carrie Mae Weems 1992–98, Everson Art Museum, Syracuse, NY, 1998–1999
- Who, What, When, and Where, Whitney Museum of American Art at Phillip Morris, New York, NY, 1998–1999
- Ritual & Revolution, DAK'ART 98: Biennale of Contemporary Art, Galerie National d'Art, Dakar, Senegal, 1998–1999
- It's Only Rock and Roll, traveling exhibition, 1999
- Claustrophobia: Disturbing the Domestic in Contemporary Art, traveling exhibition, 1999
- Histories (Re)membered, The Bronx Museum of Art, New York, NY, 1999
- Carrie Mae Weems: The Hampton Project, Williams College Museum of Art, Williamstown, MA, 2000–2003
- Looking Forward, Looking Back, Ezra and Cecile Zilkha Gallery, Wesleyan University, Middletown, CT, 2000
- Material and Matter: Loans to and Selections from the Studio Museum Collection, The Studio Museum in Harlem, NY, 2000
- The View From Here: Issues of Cultural Identity and Perspective in Contemporary Russian and American Art, Tretyakov Gallery, Moscow, Russia, 2000
- Strength and Diversity: A Celebration of African-American Artists, Carpenter Center for the Visual Arts, Harvard University, Cambridge, MA, 2000
- Reflections in Black: A History of Black Photographers 1840 to the Present, Smithsonian Anacostia Museum and Center for African American History and culture, Washington, DC, 2000
- History Now, touring exhibition beginning at the Liljevalchs Konsthall and Riksutstallningar, Stockholm, Sweden, 2002
- Pictures, Patents, Monkeys, and More... On Collecting, traveling exhibition curated by Independent curators International, Institute of Contemporary Art, Philadelphia, PA, 2002
- The Louisiana Project, Newcomb Art Gallery, Tulane University, New Orleans, LA, 2003
- Cuba on the Verge, International Center of Photography, New York, NY, 2003
- Crimes and Misdemeanors: Politics in U.S. Art of the 1980s, Lois & Richard Rosenthal center for Contemporary Art, Cincinnati, OH, 2003
- Double Consciousness: Black Conceptual Art Since 1970, Contemporary Arts Museum, Houston, TX, 2004
- Beyond Compare: Women Photographers on Beauty, BCE, Toronto (traveling exhibit), 2004
- African American Art - Photographs from the Collection, Saint Louis Art Museum, Saint Louis, MO, 2005
- Figuratively Speaking, Miami Art Museum, Miami, FL, 2005
- The Whole World is Rotten, Jack Shainman gallery, New York, NY, 2005
- Common Ground: Discovering Community in 150 Years of Art, Corcoran Gallery of Art, Washington, DC, 2005
- Out of Time: A Contemporary View, Museum of Modern Art, New York, NY, 2006
- Black Alphabet: Contexts of Contemporary African-American Art, Zacheta national gallery of Art, Warsaw, Poland, 2006
- Hidden in Plain Sight, Metropolitan Museum of Art, New York, NY, 2007
- Embracing Eatonville, University of Michigan Museum of Art, Ann Arbor, MI, 2007
- The 21st century, The Feminine Century, and the century of Diversity and Hope, 2009 International Incheon Women Artists' Biennial, Incheon, South Korea, 2009–2010
- Colour Chart: Reinventing Color, 1950 to Today, Tate Liverpool, UK, 2009–2010
- Afro Modern: Journeys through the Black Atlantic, Tate Liverpool, UK, 2009–2010
- From Then to Now: Masterworks of Contemporary African American Art, Museum of Contemporary Art, Museum of Contemporary Art, Cleveland, OH, 2009–2010
- Carrie Mae Weems: Estudios Sociales, Centro Andaluz de Arte Contemporáneo, Seville, Spain, 2010
- Pictures by Women: A History of Modern Photography, Museum of Modern Art, New York, NY, 2010
- Slow Fade to Black, Jack Shainman Gallery, New York, NY, 2010
- The Record: Contemporary Art and Vinyl, Nasher Museum, Durham, NC, 2010
- Myth, Manners and Memory: Photographers of the American South, De La Warr Pavilion, East Sussex, UK, 2010
- Off the Wall: Part 1 – Thirty Performative Actions, Museum of Contemporary Art, Cleveland, OH, 2010
- The Deconstructive Impulse: Women Artists Reconfigure the Signs of Power, 1973–1991, Neuberger Museum of Art, Purchase College, Purchase, New York, NY, 2010
- Posing Beauty: African American Images From the 1890s to the Present, Newark Museum, Newark, NJ, 2010
- Stargazers: Elizabeth Catlett in Conversation with 21 Contemporary Artists, Bronx Museum, Bronx, NY, 2010
- Unsettled: Photography and Politics in Contemporary Art, Philadelphia Museum of Art, Philadelphia, PA, 2010
- Carrie Mae Weems: Three Decades of Photography and Video, Frist Center for the Visual Arts, Nashville, TN, 2012
- This Will Have Been: Art, Love & Politics in the 1980s, Walker Art Center, Minneapolis, MN, 2012
- La Triennale: Intense Proximity, Palais de Tokyo, Paris, France, 2012
- Havana Biennial, Havana, Cuba, 2012
- The Maddening Crowd (video installation), McNay Art Museum, Sa Antonio, TX, 2012
- Carrie Mae Weems: Three Decades of Photography and Video, Portland Art Museum, Portland, OR; Cleveland Museum of Art, Cleveland, OH;[28] Cantor Center for the Visual Arts, Stanford, CA, 2013
- Feminist And..., The Mattress Factory, Pittsburgh, PA, 2013
- Seven Sisters, Jenkins Johnson Gallery, San Francisco, CA, 2013
- Carrie Mae Weems: Three Decades of Photography and Video, Solomon R. Guggenheim Museum. New York, NY, 2014
- P.3 Prospect New Orleans, The McKenna Museum, New Orleans, LA, 2014
- Color: Real and Imagined, Pippy Houldsworth Gallery, London, England, 2014
- Carrie Mae Weems: The Museum Series, Studio Museum in Harlem, New York, NY, 2014
- Wide Angle: American Photographs, University of Kentucky, Lexington, KY, 2014
- The Memory of Time, The National Gallery of Art, Washington, DC, 2015
- Triennale di Milano, Milan, Italy, 2015
- Winter in America, The School (Jack Shainman Gallery), 2015
- An Exhibition of African American Photographers from the Daguerreian to the Digital Eras, Marshall Fine Arts Center at Haveford College, Haveford, PA, 2015
- Represent: 200 years of African American Art, Philadelphia Museum of Art, Philadelphia, PA, 2015
- Under Color of Law, The Philip and Muriel Berman Museum of Art and Ursinus College, Collegeville, PA, 2015
- 30 Americans, Detroit Institute of Arts, 2015
- Grace Notes: Reflections for Now, Spoleto Festival, Spoleto, Italy, 2016
- The Ethelbert Cooper Gallery of African &amp; African American Art. Cambridge, MA, 2016
- Viewpoints, Henry Art Gallery, University of Washington, Seattle, WA (February 18–June 18, 2017)
- We Wanted a Revolution: Black Radical Women, 1965–85, Brooklyn Museum, Brooklyn, NY (April 21–September 17, 2017)
- Blue Black, Pulitzer Arts Foundation, St. Louis, MO (June 9–October 7, 2017)
- Matera Imagined: Photography and a Southern Italian Town, American Academy in Rome, Rome, Italy (2017)
- ...And the People, Maruani Mercer, Knokke, Belgium (August 5–September 4, 2017)
- Medium, Zuckerman Museum of Art, Kennesaw State University, Kennesaw, GA (August 29–December 3, 2017)
- Carrie Mae Weems: Ritual and Revolution, Block Museum of Art, Northwestern University, Evanston, IL (September 12–December 10, 2017)
- Dimensions of Black, Manetti Shrem Museum of Art, University of California, Davis, Davis, CA (September 17–December 28, 2017)
- Posing Beauty in African American Culture, Mobile Museum of Art, Mobile, AL (October 6, 2016 – January 21, 2018)
- We Wanted a Revolution: Black Radical Women, 1965–85, California African American Museum, Los Angeles, CA (October 13, 2017 – January 14, 2018)
- Edward Hopper Citation of Merit in the Visual Arts Recipient Exhibition, Carrie Mae Weems: Beacon, Nyack, NY (November 10, 2017 – February 25, 2018)
- Making Home: Contemporary Works From the DIA, Detroit Institute of Arts, Detroit, MI (December 1, 2017 – June 6, 2018)
- We Wanted a Revolution: Black Radical Women, 1965–85, Institute of Contemporary Art, Boston, MA (June 27–September 30, 2018)
- Be Strong and Do Not Betray Your Soul: Selections from the Light Work Collection, Light Work, Syracuse, NY (August 27–October 18, 2018)
- Carrie Mae Weems: Strategies of Engagement, McMullen Museum of Art, Boston College, Boston, MA (September 10–December 13, 2018)
- Family Pictures, Milwaukee Art Museum, Milwaukee, WI (September 14, 2018 – January 20, 2019)
- Heave, 2018 Cornell University Biennial, Cornell University, Ithaca, NY (September 20, 2018 – November 5, 2018)
- Carrie Mae Weems: Strategies of Engagement, Allentown Art Museum, Allentown, PA (January 13, 2019 – May 5, 2019)
- Carrie Mae Weems II Over Time, Goodman Gallery, Johannesburg, South Africa (September 7, 2019 – October 5, 2019)

## Publicações
- Carrie Mae Weems : The Museum of Modern Art (NY), 1995.
- Carrie Mae Weems : Image Maker, 1995.
- Carrie Mae Weems : Trabalho recente, 1992–1998, 1998.
- Carrie Mae Weems: In Louisiana Project, 2004.
- Carrie Mae Weems: Construindo História, 2008.
- Carrie Mae Weems : Estudos Sociais,  2010.
- Carrie Mae Weems : Três Décadas de Fotografia e Vídeo,  2012.
- Carrie Mae Weems: Kitchen Table Series, 2016.